# Wasserkraftwerk Chimay
Das Wasserkraftwerk Chimay (span. Central Hidroeléctrica Chimay) befindet sich am Río Tulumayo in Zentral-Peru. Das Kraftwerk liegt im Distrikt Monobamba in der Provinz Jauja der Verwaltungsregion Junín. Betreiber der Anlage ist Chinango.
Das im Jahr 2000 in Betrieb genommene Wasserkraftwerk liegt am linken Flussufer des Río Tulumayo. Es befindet sich in der peruanischen Zentralkordillere 21 km südlich der Stadt San Ramón.
Die Talsperre Chimay (⊙) befindet sich am Oberlauf des Río Tulumayo. Der 26,5 m hohe und 160 m breite Damm staut den Río Tulumayo und dessen Nebenfluss Río Tambillo auf einer Länge von etwa 1,3 km auf. Der Stausee hat eine Fläche von bis zu 26 ha und besitzt ein Speichervolumen von 1,5 Mio. m³.
Unterhalb des Staudamms wird das Wasser über eine 9170 m lange Leitung dem Kraftwerk zugeführt. Das Einlaufniveau liegt auf einer Höhe von 1321 m. Das Kraftwerk verfügt über 2 Francis-Turbinen (Durchmesser 3,8 m) mit einer Leistung von insgesamt 150,9 MW. Die Fallhöhe beträgt 192 m. Die Ausbauwassermenge liegt bei 82 m³/s. Das Umspannwerk befindet sich unmittelbar neben dem Kraftwerkshaus. Das Wasser gelangt unterhalb des Kraftwerks wieder in den Fluss. Etwa 400 m flussabwärts befindet sich das Wasserkraftwerk Monobamba II, welches das Gefälle des Río Monobamba ausnutzt.